# ده‌شیخ ۲
ده‌شیخ ۲ یک روستا در ایران است که در دهستان درختنگان شهرستان کرمان واقع شده‌است. ده‌شیخ ۲ ۱۹ نفر جمعیت دارد.

## جمعیت
این روستا در بخش مرکزی شهرستان کرمان قرار دارد و براساس سرشماری مرکز آمار ایران در سال ۱۳۸۵، جمعیت آن ۱۹ نفر (۵ خانوار) بوده‌است.